# Språk i Afrika

De traditionella språkfamiljerna i Afrika.

Kartan visar de afrikanska språkfamiljernas utbredning och några större afrikanska språk.

Afrikas officiella språk.

De språk som talas i Afrika, oavsett vilka språkfamiljer dessa tillhör, kan med en samlande beteckning också kallas afrikanska språk. Antalet språk som talas i Afrika idag kan uppskattas till ungefär 2000. Vissa av dessa, till exempel swahili, hausa och yoruba, talas av flera miljoner människor, medan det finns andra som bara talas av några hundra eller ännu färre. Afrika har även många olika teckenspråk.
På grund av kolonialismen och mänsklig migration har, med några få nämnvärda undantag i östra Afrika, nästan alla afrikanska länder språk vilka har sitt ursprung utanför världsdelen som officiellt språk. Till exempel används i ett stort antal afrikanska länder franska eller engelska som administrativt språk för stat, handel, utbildning och media. Arabiska, portugisiska, afrikaans och malagassiska är andra exempel på språk med ursprung utanför Afrika som idag används av miljoner afrikaner, både i offentliga och privata sammanhang.

## Språkfamiljer
De flesta afrikanska språk tillhör någon av de fyra språkfamiljerna afroasiatiska språk, nilo-sahariska språk, Niger-Kongospråk och khoisanspråk. Ett mindre antal språk med anknytning till Afrika tillhör indoeuropeiska eller austronesiska språkfamiljerna, men dessa har inte funnits i världsdelen mer än 500 respektive 1 000 år och deras närmaste släktingar är i huvudsak icke-afrikanska. Bland Afrikas språk finns dessutom flera oklassificerade språk, samt teckenspråk. 

### Afroasiatiska språk
Afroasiatiska språk, tidigare kallade hamitosemitiska språk, talas i stora delar av Nordafrika, Östafrika och Västasien. Den afroasiatiska språkfamiljen omfattar ungefär 240 språk som talas av 285 miljoner människor. De viktigaste undergrupperingarna inom de afroasiatiska språken är semitiska språk, kushitiska språk, berberspråk och tchadspråk. De semitiska språken är den enda grenen av afroasiatiska språk som finns utanför Afrika. 
Några av de mest utbredda afroasiatiska språken i Afrika är arabiska (semitiskt), amhariska (semitiskt), oromo (kushitiskt) och hausa (tchadspråk). Av världens nu levande språkfamiljer har den afroasiatiska den längsta skriftliga historien, eftersom både egyptiska och akkadiska tillhör familjen.  

### Nilosahariska språk
De nilosahariska språken omfattar ett stort antal skiljaktiga språk och det råder inte fullständig enighet om kategoriseringens riktighet. Grupperingen omfattar främst språk som talas i Sudan, Eritrea, Etiopien, Uganda, Kenya och norra Tanzania. Vissa språk i Centralafrika och Västafrika klassificeras också som nilosahariska. Familjen består av över hundra språk. Den indelas ofta i komuzspråk, sahariska språk (däribland kanuri), songhayspråk, furspråk (däribland fur), mabanspråk, centralsudanska språk, kunama, berta och östsudanska språk.
Östsudanska språk indelas i sin tur i nubiska språk och nilotiska språk. De nilotiska språken omfattar östnilotiska språk, sydnilotiska språk och västnilotiska språk. 
De flesta nilosahariska språk är tonspråk. 
Kaduspråken grupperades tidigare med Kordofanspråk men anses numera ofta tillhöra de nilosahariska språken. De nilotiska språken har utbrett sig avsevärt under senare århundraden och är en geografiskt vidsträckt språkgrupp med stort antal talare.

### Niger-Kongospråk
Niger-Kongospråken är den största språkfamiljen i Afrika (och troligen i världen) med avseende på antal olika språk. Ett kännetecknande drag, som fortfarande delas av de flesta Niger-Kongospråken, är substantivklassystemet. Den överväldigande majoriteten av Niger-Kongospråken är tonspråk. 
Bantuspråken utgör en betydande gren av Niger-Kongospråken. 
Begreppet "Niger-Kordofanspråk" föreslogs på 1950-talet av Joseph Greenberg som en samlingsnamn för Niger-Kongospråken och Kordofanspråken i sydcentrala Sudan. Numera brukar man kalla hela denna gruppering "Niger-Kongospråk", och inkludera Kordofanspråken som en underfamilj. En anledning till detta är att det inte är säkert om Kordofanspråken var den första grenen som avlägsnade sig från resten av språkfamiljen. Det har hävdats att mandespråken skiljer sig lika mycket eller mer. 
Niger-Kongospråken som kategori accepteras av de flesta forskare, även om några ifrågasätter om Kordofanspråken eller mandespråken hör dit.  

### Khoisanspråk
Khoisanspråken är ungefär 50 till antalet, och talas av omkring 200 000 människor. De återfinns främst i Namibia, Botswana och Angola. Två avlägsna språk som brukar räknas som khoisan är sandawe och hadza i Tanzania. Många språkforskare betraktar kategorin khoisanspråk som en ännu obevisad hypotes. 
Ett slående — och nästan unikt — kännetecken för khoisanspråken är deras användning av klickljud. Vissa angränsande bantuspråk (särskilt xhosa och zulu) har tagit upp några klickljud från khoisanspråken, liksom det kushitiska språket dahalo, men endast ett språk, det australiska rituella språket damin, sägs använda klickljud utan att ha påverkats av khoisanspråken. Alla khoisanspråk är tonspråk.

### Övriga språkfamiljer
De ovannämnda familjerna är inhemska i Afrika. Flera afrikanska språk tillhör icke-afrikanska språkfamiljer: malagassiska, det vanligaste språket på Madagaskar, är austronesiskt, och afrikaans är indoeuropeiskt, liksom de språk som de flesta afrikanska kreolspråk grundar sig på. Sedan kolonialtiden finns även europeiska språk som portugisiska, engelska och franska i Afrika, liksom indiska språk som gujarati. 

#### Indoeuropeiska språk
- Afrikaans; Sydafrika, Namibia

- Engelska; Sydafrika, Namibia, Botswana, Zimbabwe, Swaziland, Lesotho, Zambia, Tanzania, Kenya, Uganda, Nigeria, Kamerun, Ghana, Liberia, Sierra Leone, Gambia, Seychellerna, Mauritius, Sankta Helena, Ascension och Tristan da Cunha

- Franska; Madagaskar, Djibouti, Mauritius, Réunion, Mayotte, Komorerna, Seychellerna, Rwanda, Burundi, Kongo-Kinshasa, Kongo-Brazzaville, Ekvatorialguinea, Gabon, Kamerun, Centralafrikanska Republiken, Tchad, Niger, Mali, Burkina Faso, Benin, Togo, Elfenbenskusten, Guinea, Senegal, Mauretanien, Marocko, Algeriet, Tunisien

- Portugisiska; Kap Verde, Guinea Bissau, Angola, Moçambique, Ekvatorialguinea, São Tomé och Príncipe

- Spanska; Kanarieöarna, Ceuta, Melilla, Ekvatorialguinea, Västsahara[källa behövs]

- Tyska; Namibia[källa behövs]

### Kreolspråk
Delvis på grund av världsdelens mångspråkighet och koloniala historia finns en stor andel av världens kreolspråk i Afrika. Vissa är baserade på europeiska språk (till exempel krio från engelska i Sierra Leone, Övre Guinea-kriol från portugisiska i Guinea-Bissau och Senegal, seychellisk kreol från franska på Seychellerna), vissa är baserade på arabiska (till exempel Jubaarabiska i södra Sudan och nubi i delar av Uganda och Kenya) och vissa är baserade på lokala språk (till exempel sango, det viktigaste språket i Centralafrikanska republiken.)

### Oklassificerade språk
Ett antal oklassificerade språk finns i Afrika. Av dessa är många oklassificerade på grund av brist på data, men bland de mer utforskade språken kan nämnas: 
- möjligen afroasiatiskt: ongota
- möjligen nilosahariskt: shabo
- möjligen Niger-Kongo: laal och jalaa.

Mindre väl utforskade språk är bland andra bete, bung, kujarge, lufu, mpre, oropom och weyto.  Flera av dessa är utdöda, och det är därför osannolikt att tillräcklig data för att kunna göra en jämförande analys kan uppbådas. 
Dessutom är inordnandet av kaduspråken, Kordofanspråken, hadza och sandawe, med flera, ifrågasatta, som diskuteras ovan.

### Teckenspråk
Många afrikanska länder har nationella teckenspråk, såsom algeriska teckenspråket, tunisiska teckenspråket och etiopiska teckenspråket, medan andra teckenspråk bara används i små områden eller enstaka byar, till exempel adamarobeteckenspråket i Ghana. Om de flesta av dessa språk har inte mycket publicerats.

## Utveckling och varianter
Genom Afrikas långa mångspråkiga historia har afrikanska språk undergått fenomen som språkkontakt, språkexpansion, språkbyte och språkdöd. Ett typexempel är bantuexpansionen, processen då bantutalande folk utbredde sig över större delen av subsahariska Afrika och därmed trängde ut khoisantalande folk i stora delar av Östafrika. Ett annat exempel är den islamiska expansionen under 600-talet e.Kr., som utgjorde början av en period av djupgående arabisk påverkan i Nordafrika. 
Handelsspråk är ett annat mycket gammalt fenomen i Afrikas språkliga landskap. Kulturella och språkliga innovationer spreds längs handelsvägar och språk som talades av folk som dominerade handeln utvecklades till språk för kommunikation i större sammanhang (lingua franca). Särskilt viktiga i detta avseende är fulfulde (Västafrika), hausa (Nigeria, Niger), lingala (Kongo), swahili (Östafrika) och arabiska (Nordafrika).
Efter att de blivit självständiga har många afrikanska länder valt ett språk att använda i stat och utbildning, för att uppnå nationell enighet. Under senare år har afrikanska länder blivit mer och mer medvetna om vikten av språklig mångfald. De språkpolitiska strategier som utvecklas numera syftar mestadels till flerspråkighet.

## Språkliga drag
Afrika utgör inte någon sorts naturligt språkligt område och Afrikas språk har det enda gemensamt att de talas i Afrika. Ändå är vissa gemensamma språkliga drag särskilt vanliga bland språk som talas i Afrika, medan andra drag tycks vara mer ovanliga. Hypotesen att delade egenskaper som dessa skulle tyda på ett gemensamt ursprung för alla afrikanska språk är mycket tvivelaktig. Språkkontakt (som leder till lån) och, vad gäller särskilda uttryck och fraser, en likartad kulturell bakgrund har framförts som förklaringar till vissa av likheterna. 
Bland de vanliga all-afrikanska språkliga dragen finns följande (Greenberg 1983): vissa fonemtyper, såsom implosivor, dubbelt artikulerade labiovelara klusiler som /kp/ och /gb/, initiala nasalkonsonantklustrer, klickljud, samt de halvslutna vokalerna /ʊ/ och /ɪ/. Fonemtyper som är relativt ovanliga i afrikanska språk är bland andra uvulara konsonanter, diftonger och främre rundade vokaler. Bland spridda syntaktiska drag finns det vanliga användandet av adjektiviska verb och uttryckandet av jämförelse genom ett verb för att överträffa.
Tonspråk återfinns överallt i världen, och är särskilt många i Afrika. Både de nilosahariska språken och khoisanspråken är genomgående tonspråk. Den stora majoriteten av Niger-Kongospråken är också tonspråk. Tonspråk återfinns vidare i de omotiska, tchadiska och syd- och östkushitiska grenarna av afroasiatiska språk. Den vanligaste typen av tonsystem har två motsatta tonnivåer, hög och låg. Konturtoner förekommer också, och kan ofta analyseras som två eller fler toner i följd på en enda stavelse. Tonmelodier spelar en viktig roll, vilket innebär att de ofta är möjligt att hävda betydelsefulla generaliseringar genom att skilja tonsekvenser ('melodier') från de segment som uppbär dem. Tonsandhiprocesser som tonspridning, tonskifte och nedtrappning och neddrift är vanliga i afrikanska språk.

## Språkforskningens historia
Den följande framställningen ger en tabellarisk överblick över forskningshistorien om de afrikanska språken. De gruppbeteckningar som används är delvis moderna. 
- Sedan 900-talet Afrikanska språk beskrivs i arabiska dokument. Släktskapen mellan hebreiskan, arabiskan och arameiskan är sedan länge känd för judiska och muslimska språkvetare.
- 1538 G. Postel fastställer som första europé släktskapen mellan de då kända semitiska språken. (Begreppet "semitiska språk" införs först 1781 av Schlözer.)
- 1600-talet Den första vetenskapliga sysselsättningen med afrikanska språk i Europa: Koptiska (1636), nubiska (1638), kikongo (1652), nama (1643), ge'ez (1661), amhariska (1698).
- 1700 H. Ludolf utvidgar den semitiska gruppen till de etiopiska språken ge'ez och amhariska.
- 1700-talet Europeiska lärda uppfattar likheter mellan koptiskan och de semitiska språken.
- 1776 L.B. Proyart urskiljer den genetiska släktskapen mellan vissa bantuspråk.
- 1778 W. Marsden beskriver bantufamiljens grundlinjer och visar att bantuspråken är ungefär lika nära besläktade som de romanska språken (publicerat först 1816).
- 1781 von Schlözer inför begreppet "semitiska språk"
- 1808 H. Lichtenstein indelar i sydafrikanska språken i bantu- och nama (khoisan)-språk.
- 1820-talet Champollion upptäcker när han dechiffrerar hieroglyferna likheter mellan egyptiskan och de semitiska språken.
- 1826 A. Balbi försöker göra en första samlad översikt och indelning av Afrikas språk i Atlas ethnographique du globe ou classification des peuples anciens et modernes d'après leurs langues.
- 1850 J.L. Krapf präglat den senare starkt omstridda och nu övergivna termen "hamitiska språk" för de icke-semitiska afrikanska språken. Han skiljer mellan "nilo-hamitiska" (dit han exempelvis räknar bantuspråken) och "nigro-hamitiska" (för de västafrikanska språken).
- 1877 Friedrich Müller lägger till berberspråken och de kushitiska språken till de "nilo-hamitiska" språken. Trots likheter räknar han inte hausa till hamitiska språk. Müller sammanfattar de "nilohamitiska" och semitiska språken till den "hamito-semitiska" språkstammen (arbeten 1876-88).
- 1880 Den tyske språkforskaren och egyptologen Karl Richard Lepsius sammanfattade alla ickesemitiska flekterande språk i Afrika som har ett genussystem till de "hamitiska språken" och omdefinierar därmed denna term. Enligt hans övertygelse tillhörde även hausa-berbergruppen de hamitiska språken.
- 1888 Lepsius räknar även nama-bushman-språken till de hamitiska; en felaktig klassifikation, som länge bestod (och faller tillbaka bakom klassifikationen från 1850). Även inordning av massajiskan (idag räknat som nilosahariskt språk) som hamitiskt språk.
- 1912 Carl Meinhof utvidgar de hamitiska språken till att omfatta även khoisanspråken och massajiskan (som Lepsius), men även fulani (idag: Niger-Kongospråk) med flera. De samlade klassifikationen av Afrikas språk omfattar därefter (1) Bantu-språk (2) hamito-semitiska språk (i Meinhofs vida betydelse) och (3) Sudanspråk (som regionalt definierad restmängd, ungefär nuvarande Niger-Kongo och nilosahariska tillsammans). C. Meinhof postulerar att bantuspråken med sina typiska substantivklassystem är en blandning av hamitiska språk och negerspråk, vilka inte har något grammatiskt genus. De hottentottska språken (nama) skulle ha hamitiskt ursprung, men ha blandats med bushmanspråk (san). Meinhof tar också avljudslagar, ordstrukturer och ljuduppsättningar till hjälp för att inordna språk i sin "hamitiska grupp". Där dessa typologiska kriterier (som på intet vis har någon genetisk relevans) inte räcker till, utvidgar han genom rasmässiga inordningsmönster. Denna - enligt nutida uppfattning fullständigt felaktiga - ansats ledde till en inordning av språk av fyra olika språkgrupper - khoisan, ful (Niger-Kongo), somali (kushitiskt) och massajiska (nilosahariskt) - i sin "hamitiska" grupp. Denna klassificering blir förhärskande särskilt inom tysk afrikanistik till omkring 1950.
- 1927 Diedrich Westermann (en elev till Meinhof) beskriver släktskapen mellan de västliga sudanspråken och bantu och fastlägger därmed - mot sin lärares uppfattning - kärnan för den nutida indelningen "Niger-Kongospråk"; han inser också att de östliga sudanspråken - även där i motsats till sin lärares uppfattning - inte är besläktade med de västliga.
- 1949-63 Joseph Greenberg klassificerar tchadspråk som femte familj inom den afroasiatiska språkfamiljen. Han kommer via olika mellanstadier fram till de nu allmänt accepterade indelningen i (1) Afroasiatiska språk (2) Niger-Kordofanspråk (idag Niger-Kongospråk) (3) khoisanspråk (4) nilosahariska språk.
- 1969 H. Fleming identifierar omotiska språk som de afroasiatiska språkens sjätte gren
- vidare utveckling: Den samlade forskningen om Afrikas språk - såvida den befattar sig med klassifikation - arbetar på basis av Greenbergs modell, även om den inte erkänner denna i alla enskildheter (kritik framför allt rörande den nilosahariska gruppen, senare även om khoisangruppen.)

### Joseph Greenbergs insats i klassifikationen av de afrikanska språken
- Greenberg avstår från icke-lingvistiska kriterier som ras och kultur, och eliminerar i konsekvens med detta begreppet "hamitisk"
- Greenberg inser att de olika grenarna i den hamitosemitiska gruppen är likaberättigade och överger tvådelningen i "semitiska" och "hamitiska" språk. Som en följd av detta döper han om denna enhet till "afroasiatiska språk", eftersom det gamla namnet erinrar om denna felaktiga uppdelning.
- Greenberg etablerar "Tchadspråken" som en separat gren av de afroasiatiska språken, som därmed består av de likaberättigade grenarna semitiska språk, egyptiska, berberspråk, kushitiska språk och Tchadspråk. (De omotiska språken avskiljs senare från de kushitiska genom arbeten av H. Fleming.)
- Greenberg flyttar ut de grupper som Lepsius och Meinhof felaktigt hade fört till de "hamitiska" språken och inordnar dem i andra familjer: så inordnas fulani i Niger-Kongospråken, nama bland khoisanspråken och "nilohamitiska" respektive nilotiska språk till en underfamilj av nilosahariska.
- Greenberg inordnar Adamawa-Ubangispråken i Niger-Kongofamiljen.
- Greenberg förstår bantuspråkens korrekta ställning som under-undergrupp till Niger-Kongospråken.
- Greenberg inför nilosahariska språk som en restkategori för de språk som varken hör till afroasiatiska, Niger-Kongo eller khoisanspråk. Han försöker bevisa denna grupps genetiska enhet. (Framför allt denna sista uppskattning kritiserades av Greenbergs motståndare, fastän Meinhof hade definierat "Sudanspråken" som en restkategori som omfattar till och med de nuvarande Niger-Kongo och nilosahariska språken.)

## Språkfamiljer i Afrika
Nedan listas olika språkfamiljer i Afrika, utifrån deras inbördes relation. Det är ett hierarkiskt "släktträd" med de mer samlande nivåerna till vänster och de olika förgreningarna mot höger.

### Afroasiatiska språk
| - Afroasiatiska språk - Semitiska språk - Östsemitiska språk - Akkadiska - Assyriska - Babyloniska - Eblaitiska - Västsemitiska - Centralsemitiska språk - Arabiska - Nordvästsemitiska språk - Ugaritiska - Kanaanitiska - Hebreiska - Feniciska - Moabitiska - Ammonitiska - Amarna - Arameiska - Sydsemitiska språk - Östliga sydsemitiska språk - Sokotri - Nysydarabiska - Mehri - Harsusi - Jibbali - Västlig sydsemitiska - Gammalsydarabiska - Etiopisk semitisk (etiosemitisk) - Nordetiopisk semitisk - Ge'ez - Tigre - Tigrinja - Dahalik - Sydetiopisk semitisk - Transversal sydetiopisk - Amharisk–argobba - Amhariska - Argobba - Harari–östgurage - Harari - Silt'e - Wolane - Zay - Yttre sydetiopisk - n-gruppen - Gafat - Kistane - tt-gruppen - Muher - Västgurage - Inor - Mesmes - Mesqan - Sebat Bet-gurage - Kushitiska språk - Oromo (galla) - Sidama - Somaliska - Afar - Berberspråk - Tashelhit - Taqbaylit (kabyliska) - Tamazight - Tarifit - Tashawit (shawiya) - Tamasheq (tuaregiska) - Egyptiska - Koptiska - Tchadspråk - Hausa |

### Khoisanspråk
| - Khoisanspråk - Kwadi - Sandawe - Södra Afrikas Khoisanspråk - Khoe - Khoekhoe - Nama - !Ora - Gri - Icke Khoekhoe (NKK) - Västra NKK - Kxoe - Kxoe | Ani Buga \|Ganda Naro- | Gana - Naro | Gana Östra NKK - Shua - Tshua - Cua - Kua - Tshua Södra - Taa - !Kwi - Hua Ju (Norra) Hadza |

### Niger-Kongospråk
| - Niger-Kongospråk - Mandespråk - Västra Mandespråk - Bambara - Malinke - Maninka - Mende - Dyula - Soninke - Susu - Östra Mandespråk - Dan - Kordofaniska språk - Atlantiska-Kongo-språk - Atlantiska språk - Ijoid-språk - Volta-Kongospråk - Kru - Kwa - Volta-Komoé-språk - Akan-språk - Fat - Twi - Norra Volta-Kongo-språk - Gur - Adamawa-Ubangi - Benue-Kongospråk - Oko - Ukaan-Akpes - Defoid - Akokoidspråk - Yoruboidspråk - Yoruba - Igala - Itsekiri - Edoitiska språk - Delta-edoid - Sydvästra edoid - Urhobo - Nordcentrala edoid - Edo - Nordvästra edoid - Nupoid - Nupe - Gbagyi - Ebira - Idomoid - Idoma - Igboid - Kainji - Platoid - Jju (Kaje) - Birom - Tarok - Cross River - Ibibio - Efik - Anang - Khana - Ogbia - Loko - Mbembe - Obolo - Gokana - Bantoida språk - Bantuspråk - Rundi - Rwanda - Shona - Xhosa - Zulu - Swahili - Luba - Rundi - Kikuyu - Makua - Nyanja - Sukuma - Ganda - Umbundu-språk - Mbundu-språk - Sotho (språk) - Norra sotho-språk - Södra sotho-språk - Kituba - Lingala |

### Nilo-sahariska språk
| - - Nilo-sahariska språk - Songhai - Zarma - Västra songhai - Djenne Chiini - Koyra Chiini - Centrala songhai - Humburi Senni - Kaado - Östra songhai (Koyraboro Senni) - Dendi - Tadaksahak - Sahariska språk - Maban - Fur - Östsudanesiska språk - nilotiska språk - Östnilotiska språk - Bari - Karimojong - Lotuxo - Maa - Teso - Toposa - Turkana - Västnilotisk språkgrupp - Burun - Dinka - Lango - Luo - Acholi - Luo - Mabaan - Nuer - Shilluk - Nubiska språk - Sydnilotiska språk - Omotiska språk - Datooga - Kalenjin - Kunama - Berta - Centralsudanesiska språk - Komuz - Kadu |